# Oestocephalidae
Oestocephalidae là một họ aïstopod lepospondyl tuyệt chủng từ kỷ Cacbon muộn. Hóa thạch đã được tìm thấy từ Ohio, Illinois, và Colorado ở Mỹ, Anh, và Cộng hòa Séc. Nó bao gồm các chi Coloraderpeton và Oestocephalus. Oestocephalids có xương sọ mạnh mẽ và hẹp, mõm tròn. Như aïstopods khác, oestocephalids đã mọc dài ra, có khoảng 110 đốt sống. Oestocephalidae được đặt tên vào năm 2003, với các loài điển hình là Oestocephalus amphiuminus. 